# Episodi de Il mio amico Arnold (quarta stagione)
La quarta stagione della sitcom Il mio amico Arnold è stata trasmessa negli Stati Uniti dal 29 ottobre 1981 al 20 maggio 1982. Nedra Volz abbandona il cast a fine stagione. In Italia è stata trasmessa in prima visione su Canale 5 all'inizio del 1983.
| Nº | Titolo originale                                 | Titolo italiano           | Prima TV USA     | Prima TV Italia |
| -- | ------------------------------------------------ | ------------------------- | ---------------- | --------------- |
| 1  | Growing Up                                       | La crescita               | 29 ottobre 1981  | 1983            |
| 2  | First Day Blues                                  | First Day Blues           | 5 novembre 1981  | 1983            |
| 3  | The Model                                        | La modella                | 12 novembre 1981 | 1983            |
| 4  | The Team                                         | La squadra                | 19 novembre 1981 | 1983            |
| 5  | The Big Heist                                    | La grande rapina          | 26 novembre 1981 | 10 marzo 1983   |
| 6  | Double Date/Blind Date                           | Doppio appuntamento       | 3 dicembre 1981  | 1983            |
| 7  | The Ski Weekend                                  | Weekend bianco            | 10 dicembre 1981 | 1983            |
| 8  | The Health Club                                  | Il club della salute      | 17 dicembre 1981 | 1983            |
| 9  | The Burial Ground                                | Cimitero indiano          | 7 gennaio 1982   | 1983            |
| 10 | Hello, Daddy                                     | Ciao, papà                | 14 gennaio 1982  | 1983            |
| 11 | Jilted                                           | Piantato in asso          | 21 gennaio 1982  | 1983            |
| 12 | Dreams                                           | Sogni                     | 28 gennaio 1982  | 1983            |
| 13 | Kathy                                            | Kathy                     | 4 febbraio 1982  | 1983            |
| 14 | Fire                                             | Al fuoco!                 | 11 febbraio 1982 | 1983            |
| 15 | The Squatter                                     | L'ospite abusiva          | 18 febbraio 1982 | 1983            |
| 16 | The Car                                          | La macchina               | 25 febbraio 1982 | 1983            |
| 17 | Crime Story: Part 1/Crime in the Schools: Part 1 | Crimine a scuola: Parte 1 | 11 marzo 1982    | 1983            |
| 18 | Crime Story: Part 2/Crime in the Schools: Part 2 | Crimine a scuola: Parte 2 | 18 marzo 1982    | 1983            |
| 19 | B.M.O.C.                                         | Grande uomo nel campus    | 25 marzo 1982    | 1983            |
| 20 | Green Hair                                       | Capelli verdi             | 1º aprile 1982   | 1983            |
| 21 | Have I Got a Girl for You                        | Ho una ragazza per te     | 8 aprile 1982    | 1983            |
| 22 | Lifesavers                                       | Sei il mio salvatore      | 15 aprile 1982   | 1983            |
| 23 | Stress? What Stress?                             | Stress? Quale stress?     | 22 aprile 1982   | 1983            |
| 24 | The Music Man                                    | L'uomo della musica       | 6 maggio 1982    | 1983            |
| 25 | Short But Sweet                                  | Corto ma dolce            | 13 maggio 1982   | 1983            |
| 26 | On Your Toes                                     | Sulle tue dita            | 20 maggio 1982   | 1983            |

## La crescita
- Titolo originale: Growing up
- Diretto da: Gerren Keith
- Scritto da: Debra Frank e Scott Rubenstein

### Trama
Willis sente di essere cresciuto e vorrebbe avere la sua prima volta con Charlene. 
- Guest star: Janet Jackson (Charlene Duprey).

## First Day Blues
- Titolo originale: First Day Blues
- Diretto da: Gerren Keith
- Scritto da: Bruce Taylor

### Trama
Willis ha difficoltà a farsi degli amici nella sua nuova scuola, quand'ecco che gli viene chiesto di acquistare della marijuana. 
- Guest stars: Kim Fields (Tootie Ramsey), Paul Carafotes (Doug), Michael Sharrett (Henry), Joe De Cenzo (Julio), Brian Whitley (Art), Clarence Gilyard Jr. (Ragazzo) e Renee Jones (Ragazza).
- Note: Gary Coleman è assente in questo episodio.

## La modella
- Titolo originale: The Model
- Diretto da: Gerren Keith
- Scritto da: John Donley, Howard Meyers e Bill Shinkai

### Trama
Kimberly comincia a lavorare come modella di un grande magazzino e viene selezionata per una sfilata a Parigi.  
- Guest stars: Nedra Volz (Adelaide Brubaker), Madlyn Rhue (Tina Claremont), Tami Arnold (Debbie), Laura Kamins (Lisa), Thyais Walsh (Beverly) e Greer Wylder (Carol).

## La squadra
- Titolo originale: The Team
- Diretto da: Gerren Keith
- Scritto da: Glenn Padnick

### Trama
Willis ha intenzione di agire legalmente dopo essere stato sostituito da un ragazzo bianco nella squadra di basket.
- Guest stars: Kim Fields (Tootie Ramsey), Clarence Gilyard Jr. (Frank Simpson), James Bridges Jr. (Joe Patterson), Todd Lookinland (Eddie), Philip Sterling (Conroy) e Don Dolan (Coach Nichols).
- Note: Gary Coleman è assente in questo episodio.

## La grande rapina
- Titolo originale: The Big Heist
- Diretto da: Gerren Keith
- Scritto da: Bruce Taylor

### Trama
Arnold vuole entrare a far parte di un gruppo molto ristretto e come rito di iniziazione deve rubare un fumetto. 
- Guest stars: Nedra Volz (Adelaide Brubaker), Robert Rockwell (Tom Bishop), Rhoda Gemignani (Signora Craig), Fred Pinkard (Giudice Biscaye), William Lanteau (Impiegato), John Brandon (Agente) e John Moskoff (Ufficiale Giudiziario).

## Doppio appuntamento
- Titolo originale: The Double Date
- Diretto da: Gerren Keith
- Scritto da: Jerry Winnick

### Trama
Arnold ottiene il suo primo appuntamento con una ragazza. 
- Guest stars: Shavar Ross (Dudley Ramsey), Dena Crowder (Diane) e Bobby Herbeck (Cameriere).
- Note: Un altro titolo di questo episodio è Blind Date.

## Weekend bianco
- Titolo originale: The Ski Weekend
- Diretto da: Gerren Keith
- Scritto da: Dawn Aldredge

### Trama
Kimberly parte con la sua amica Michelle per andare a sciare sulla neve ma non rivela al signor Drummond che con loro ci saranno dei ragazzi. 
- Guest stars: Dana Kimmell (Michelle), Jon Caliri (Tony) e Mark Neely (Ron).

## Il club della salute
- Titolo originale: The Health Club
- Diretto da: Gerren Keith
- Scritto da: Joe Bonaduce e Sheryl Levine

### Trama
Il centro benessere frequentato dal signor Drummond non ammette Arnold e Willis per via del colore della loro pelle. 
- Guest stars: Nedra Volz (Adelaide Brubaker), Macon McCalman (George Endicott), Jack Knight (Carl), Robin Torell (Signore), Dick Winslow (Signore) e Don Fenwick (Signore).

## Cimitero indiano
- Titolo originale: The Burial Ground
- Diretto da: Gerren Keith
- Scritto da: John Donley, Howard Meyers e Bernard Burnell Mack

### Trama
Il signor Drummond scopre che il terreno su cui la sua compagnia deve costruire ospita un cimitero indiano. 
- Guest stars: Nedra Volz (Adelaide Brubaker), Charles Thomas Murphy (Cliff Hammer) e Ned Romero (John Longwalker).

## Ciao, papà
- Titolo originale: Hello, Daddy
- Diretto da: Gerren Keith
- Scritto da: Donald Ross

### Trama
Un uomo arriva all'attico e sostiene di essere figlio del signor Drummond. 
- Guest stars: Dody Goodman (Sophia Drummond), Nobu McCarthy (Hi-Sook Chun) e Keone Young (David Chun).

## Piantato in asso
- Titolo originale: Jilted
- Diretto da: Gerren Keith
- Scritto da: Ed Jurist

### Trama
Dopo aver litigato con Willis, Arnold e Kimberly vedono Charlene al cinema con un altro ragazzo.
- Guest stars: Janet Jackson (Charlene Duprey) e Dion Williams (Barry).

## Sogni
- Titolo originale: Dreams
- Diretto da: Gerren Keith
- Scritto da: Kurt Taylor e Booker Bradshaw

### Trama
Il signor Drummond deve partire per un viaggio d'affari e Arnold comincia ad avere strani incubi.
- Guest star: Lee Chamberlin (Dottoressa Tucker).

## Kathy
- Titolo originale: Kathy
- Diretto da: Gerren Keith
- Scritto da: Marshall Goldberg

### Trama
Arnold deve interpretare Abraham Lincoln in una recita scolastica ma ha paura di esibirsi. Le cose si complicano ulteriormente quando Kathy perde il controllo e si scaglia contro di lui. 
- Guest stars: Nedra Volz (Adelaide Brubaker), Melanie Watson (Kathy Gordon), Joan Welles (Dorothy Gordon), Steven Mond (Robbie Jayson) e Rosalind Chao (Signorina Chung).

## Al fuoco!
- Titolo originale: Fire
- Diretto da: Gerren Keith
- Scritto da: Jill Gordon

### Trama
Il signor Drummond e la zia Sophia vengono a sapere che nell'edificio si è sviluppato un incendio e tentano di nasconderlo ai ragazzi. 
- Guest stars: Nedra Volz (Adelaide Brubaker), Dody Goodman (Sophia Drummond) e Paul Kent (Agente Scott).

## L'ospite abusiva
- Titolo originale: The Squatter
- Diretto da: Gerren Keith
- Scritto da: Danny Simon, Shelley Landau e Jane Gould

### Trama
Una donna è stata sfrattata dal suo appartamento e decide di stabilirsi a casa Drummond.
- Guest stars: John McCook (Tom Wallace), Audrey Meadows (Signora Martinson), Sam Shamshak (Agente), Leonard Lightfoot (Agente), Gary Krakower (Cameraman) e Robin La Valley (Addetta al suono).

## La macchina
- Titolo originale: The Car
- Diretto da: Gerren Keith
- Scritto da: Warren Murray

### Trama
Willis prende l'auto del signor Drummond senza permesso per uscire con Charlene e si caccia nei guai. 
- Guest stars: Janet Jackson (Charlene Duprey), Dody Goodman (Sophia Drummond) e Vance Davis (Agente).

## Crimine a scuola: Parte 1
- Titolo originale: Crime Story: Part 1
- Diretto da: Gerren Keith
- Scritto da: Howard Leeds, Ben Starr e Martin Cohan

### Trama
Arnold e Dudley vengono perseguitati da due bulli e decidono di marinare la scuola per evitarli. 
- Guest stars: Shavar Ross (Dudley Ramsey), Shannon Presby (Eddie) e Sal Lopez (Roberto).
- Note: Un altro titolo di questo episodio è Crime in the Schools: Part 1.

## Crimine a scuola: Parte 2
- Titolo originale: Crime Story: Part 2
- Diretto da: Gerren Keith
- Scritto da: Howard Leeds, Ben Starr e Martin Cohan

### Trama
Arnold è deciso a incastrare i due bulli dopo che Willis ha riportato delle brutte ferite a causa loro. 
- Guest stars: Shavar Ross (Dudley Ramsey), Le Tari (Ted Ramsey)  Shannon Presby (Eddie), Sal Lopez (Roberto) e Brad Trumbull (Detective Simpson).
- Note: Un altro titolo di questo episodio è Crime in the Schools: Part 2.

## Grande uomo nel campus
- Titolo originale: B.M.O.C.
- Diretto da: Gerren Keith
- Scritto da: Robert Jayson e A. Dudley Johnson Jr.

### Trama
Willis cerca di impressionare i membri di un gruppo molto selettivo. 
- Guest stars: Nedra Volz (Adelaide Brubaker), Tony Lettieri (Charlie), Brian Whitley (Roy), Rick Moser (Herman) e Bobby Herbeck (Cameriere).

## Capelli verdi
- Titolo originale: Green Hair
- Diretto da: Gerren Keith
- Scritto da: Albert E. Lewin

### Trama
I capelli di Kimberly diventano verdi dopo essere stati lavati con dell'acqua inquinata. 
- Guest stars: Dody Goodman (Sophia Drummond), David Wallace (Jeff) e Damian London (Dottor Johannson).

## Ho una ragazza per te
- Titolo originale: Have I Got a Girl for You
- Diretto da: Gerren Keith
- Scritto da: Dawn Aldredge, Howard Leeds, Ben Starr e Martin Cohan

### Trama
La zia Sophia organizza un incontro tra il signor Drummond e una sua amica.
- Guest stars: Dody Goodman (Sophia Drummond), Candy Azzara (Dolores), Jane Dulo (Lillian) e Verda Bridges (Mary).

## Sei il mio salvatore
- Titolo originale: Lifesavers
- Diretto da: Gerren Keith
- Scritto da: Ed Jurist e Jim Tisdale

### Trama
Arnold evita una tragedia grazie a Willis e mostra tutta la sua gratitudine al fratello. 
- Guest stars: Nedra Volz (Adelaide Brubaker), Sol Trager (Mike), Jack O'Leary (Signor Kruger) e Steven Hirsch (Signore).

## Stress? Quale stress?
- Titolo originale: Stress? What Stress?
- Diretto da: Gerren Keith
- Scritto da: Glenn Padnick

### Trama
Willis ha un livello di stress molto alto e il signor Drummond insiste affinché non si carichi di molte attività. 
- Guest stars: Nedra Volz (Adelaide Brubaker) e James Cromwell (Signore).

## L'uomo della musica
- Titolo originale: The Music Man
- Diretto da: Gerren Keith
- Scritto da: Larry Rhine

### Trama
Willis vuole che Charlene si unisca alla sua band ma i suoi compagni preferiscono Kimberly. 
- Guest stars: Nedra Volz (Adelaide Brubaker), Janet Jackson (Charlene Duprey), H.B. Barnum III (H.B.), Darren Sullivan (Darren), Kerry Ashby (Kerry) e Art Wilson (Art).

## Corto ma dolce
- Titolo originale: Short But Sweet
- Diretto da: Gerren Keith
- Scritto da: Howard Leeds, Ben Starr e Martin Cohan

### Trama
Arnold ritiene che le ragazze non siano interessate a lui a causa della sua bassa statura. 
- Guest stars: Nedra Volz (Adelaide Brubaker), Janet Jackson (Charlene Duprey), Shavar Ross (Dudley Ramsey), Steven Mond (Robbie Jayson), Christy Murrill (Teresa), Dain C. Turner (Billy) e Danyetta Hughes (Kathy).
- Note: Dopo quest'ultima apparizione, la Volz ritornerà nell'episodio 6x19 The Wedding: Part 2. Dana Plato è assente in questo episodio.

## Sulle tue dita
- Titolo originale:On Your Toes
- Diretto da: Gerren Keith
- Scritto da: Albert E. Lewin

### Trama
Arnold decide di prendere lezioni di balletto e Willis non sembra esserne molto contento. 
- Guest stars: Roger C. Carmel (Dimitri Kuznetsov), Lilyan Chauvin (Zenashkaya Rokova), Karin Vosberg (Becky) e Larry Rosenberg (Ballerino).